# Santa Juliana (Minas Gerais)
Pour l’article homonyme, voir Santa Juliana (Abanto).
Santa Juliana est une municipalité brésilienne de l'État du Minas Gerais et la microrégion d'Araxá.